# Фаулер, Джеймс Уильям
Джеймс Уильям Фаулер (англ. James William Fowler; 1940—2015) — американский теолог и психолог, профессор теологии университета Эмори, Автор структурной концепции религиозного развития личности, первым применивший к области религиозных явлений операциональную теорию интеллекта Пиаже и теорию морального развития Кольберга.

## Биография
Родился 12 октября 1940 года в Рейдсвилле (Северная Каролина) в семье служителя методистской церкви. В 1977 году был назначен доцентом теологической семинарии Кэндлера при университете Эмори (Атланта, штат Джорджия), позже — директором Центра исследований в области веры и человеческого развития и Центра этики в том же университете. До выхода в отставку в 2005 году совмещал эти должности с церковным служением в Объединенной методистской церкви.
Умер 16 октября 2015 года.

## Научная деятельность
Дж. Фаулер начал разрабатывать свою концепцию развития веры в 1973 году, вступив, по его собственным словам, в группу последователей Кольберга «как аутсайдер со стороны теологии». Широкую известность ему принесла вышедшая в свет в 1981 году книга «Ступени веры: психология человеческого развития и поиск смысла». В ней была развернута шестиступенчатая модель эволюции личной веры, подобная той, что была ранее разработана Кольбергом для описания нравственного развития личности. При построении модели Фаулер отталкивался от когнитивного понимания веры как способа осмысления жизни и мировоззренческой ориентации личности. Книга стимулировала всплеск интереса к психологическим исследованиям в области религиозных убеждений и верований с применением количественных инструментов оценки, таких как шкала развития веры Гэри Лика (FDS) и шкала стилей веры (FSS). Наиболее широкое практическое применение концепция Фаулера и основанные на ней методы исследования веры нашли в области религиозного образования и пастырской работы. Обосновывалась целесообразность опоры на модель Фаулера в педиатрии.
К 2004 году книга «Ступени веры» пережила 40 переизданий. Критическому обсуждению теории посвящены четыре академических сборника:
- Brusselmans Christiane, ed. (1980) Toward moral and religious maturity (Morristown, N.J.: Silver Burdett Company);
- Dykstra, Craig and Sharon Daloz Parks (1986) Faith development and Fowler (Birmingham: Religious Education Press);
- Fowler, James W., Karl Ernst Nipkow, and Freidrich Schweitzer, eds. (1991) Stages of faith and religious development (New York: Crossroad Press);
- Astley, Jeff and Francis, Leslie (1992) Christian perspectives on faith development (Leominster, England: Gracewing, and Grand Rapids, Mich:William B. Eerdmans Publ.)

### Стадии религиозного развития личности по Фаулеру
Первой стадии предшествует «нулевая», соответствующая сенсомоторному периоду развития интеллекта по Пиаже. Фаулер назвал её стадией первичной, или недифференцированной веры. Главным процессом в этот период, длящийся около двух лет, является формирование доверия / недоверия к миру.
- Стадия 1 (2-7 лет): Интуитивно-проективная вера. Соответствует дооперациональному состоянию интеллекта. На этой стадии ребёнок проецирует в область религиозных представлений опыты взаимодействия с ближайшим окружением.
- Стадия 2 (7-12 лет): Мифически-буквальная вера. Соответствует периоду конкретных операций по Пиаже. Наиболее характерная черта этой веры — преобладание антропоморфных представлений о божестве и неумение отделять буквальные смыслы от метафорических.

Следующие четыре стадии соответствуют финальной стадии развития интеллекта по Пиаже — периоду формальных операций — и слабо привязаны к возрасту. Однако, как и в системе Кольберга, действует принцип, согласно которому достижение каждой последующей стадии невозможно без прохождения предыдущей.
- Стадия 3: Синтетически-конвенциональная вера. В области религиозных представлений и мотиваций доминирует конформизм, верность традиции, стремление к бесконфликтной социализации в религиозной общине.
- Стадия 4: Индивидуативно-рефлективная вера. Переход на эту стадию сопровождается критическим пересмотром ранее незыблемых оснований веры, рефлексией над личным религиозным опытом, иногда — кризисом веры. Возникает представление о личной ответственности за свои религиозные убеждения.
- Стадия 5: Конъюнктивная вера. Наступает с открытием многомерности истины и освоением представления о трансцендентном. Выход из кризиса предшествующей стадии достигается на путях признания условности человеческих представлений о Непознаваемом.
- Стадия 6: Универсальная вера, или состояние просветления. Эта стадия, доступная лишь небольшому числу людей, сопровождается расширением сознания до снятия барьеров между своим и чужим и обретением сострадания ко всему живому.

## Критика концепции Дж. Фаулера
Ряд положений обширной критики, которой поверглась концепция Фаулера, был продолжением критики Кольберга. Таким общим положением был упрек в игнорировании социокультурных и гендерных факторов формирования личностных убеждений, а также плавности и неделимости процесса развития. Тенденция отделить операциональный аспект индивидуального развития от содержания религиозных убеждений сделала, по мнению критики, проблематичным исходную точку построений Фаулера — концепцию веры. С точки зрения целого ряда религиозных традиций отрыв «поиска смысла» от конкретного содержания вероучения опознается как вероотступничество. Кроме этого, Фаулер жестко критиковался со стороны христианских теологов за то, что его концепция эволюции веры несовместима с христианским представлением о вере как даре божественной благодати. Критиковался тяжеловесный метод автобиографического интервью, используемый Фаулером при сборе эмпирического материала.
Часть критиков пошла по пути конструктивной ревизии концепции Фаулера и выработки альтернативных структурных моделей религиозного развития личности. Наибольшую известность среди последних приобрела шестиступенчатая модель Фрица Озера. Переход с одной стадии на другую в этой модели определяется прогрессивным изменением качества религиозного суждения, точнее — возрастающей способностью личности к снятию и примирению экзистенциальных ценностных антиномий. Растущей популярности версии Озера способствовал разработанный им комплект религиозных дилемм, повысивший эффективность сбора и обработки эмпирических данных.

## Основные труды Дж. Фаулера
- ·Stages of Faith: The Psychology of Human Development and the Quest for Meaning (1981) ISBN 0-06-062866-9
- ·Becoming Adult, Becoming Christian: Adult Development and Christian Faith (1984) (revised 1999 ISBN 0-7879-5134-X)
- ·To See the Kingdom: The Theological Vision of H. Richard Niebuhr (1974), ISBN 978-0-687-42300-2
- ·Faith Development and Pastoral Care (1987) ISBN 0-8006-1739-8
- ·Weaving the New Creation: Stages of Faith and the Public Church (1991) ISBN 0-06-062845-6
- Faithful Change: The Personal and Public Challenges of Postmodern Life (1996) ISBN 978-0-687-01730-0.